# Éruption du Vésuve et vue de Portici
Ne doit pas être confondu avec L'Éruption du Vésuve avec le pont de la Madeleine.
Éruption du Vésuve et vue de Portici est un tableau réalisé vers 1767 par le peintre français Pierre-Jacques Volaire. Cette huile sur toile est un paysage nocturne qui représente une éruption du Vésuve avec au premier plan un pont de Naples et au second plan Portici, en Italie. Achetée à Pierre Cacault en 1810, l'œuvre est conservée au musée d'Arts de Nantes, à Nantes.

## Autre version

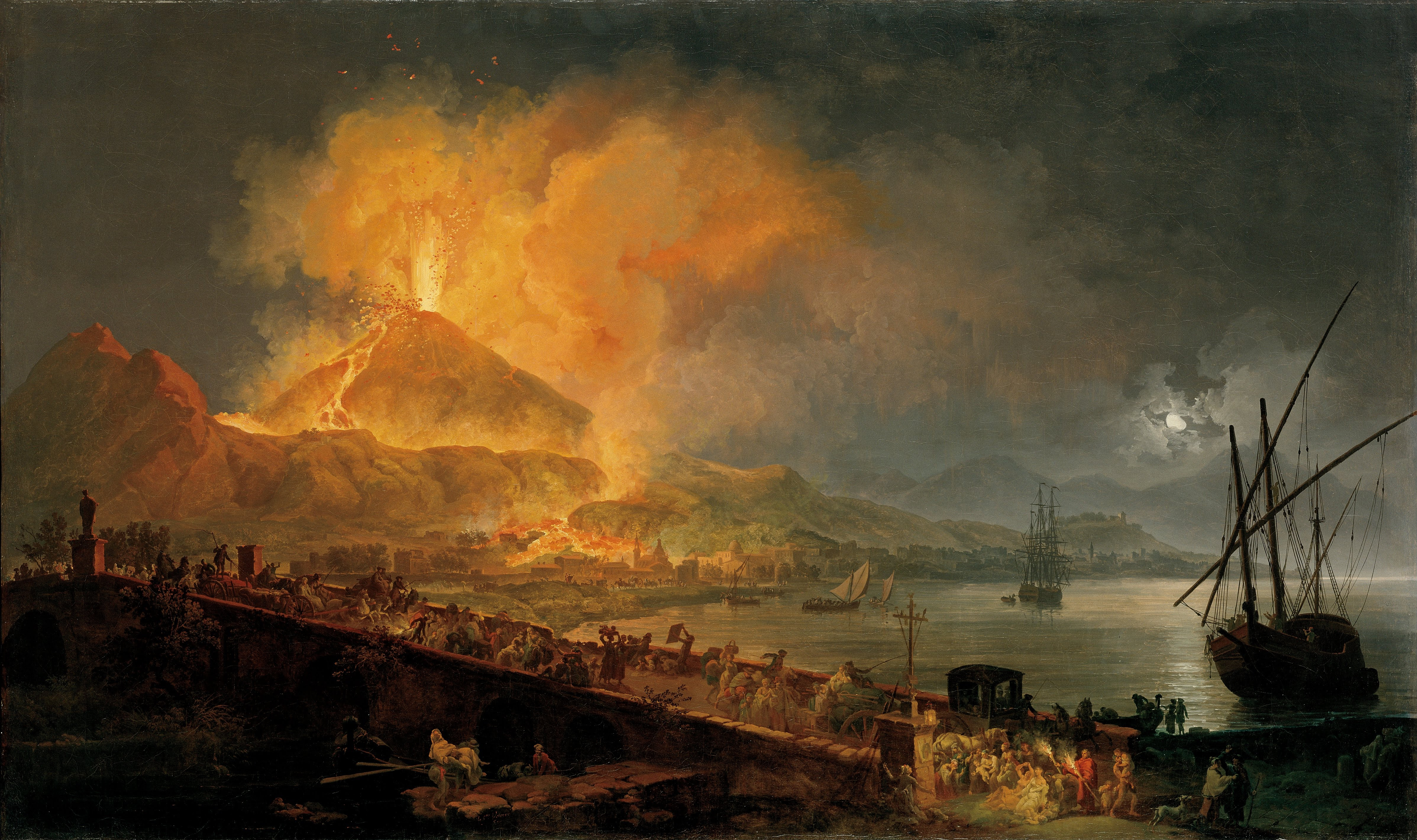
L'Éruption du Vésuve avec le pont de la Madeleine, North Carolina Museum of Art.